# Исаков, Валентин Иванович
Валентин Иванович Исаков (9 июня 1928 — 7 января 1997) — российский управленец, генеральный директор «АВТОВАЗа» в 1982—1988 годах.

## Биография
Исаков Валентин Иванович родился 9 июня 1928 года в д. Неверово-Слобода Иваново-Вознесенской губернии.
Трудовую деятельность Валентин Иванович начал в 1943 году токарем на Горьковском автомобильном заводе, где проработал 23 года. Был технологом отдела главного механика, начальником участка ремонтно-механического цеха (РМЦ), начальником технологического сектора РМЦ, заместителем начальника РМЦ.
В 1966 году перевёлся на строящийся Волжский автомобильный завод, стал первым главным механиком Волжского автозавода. С 1968 по 1969 гг. возглавлял управление производства оборудования. В 1970 году назначен директором корпуса вспомогательных цехов (КВЦ). В 1975 году Валентин Иванович был назначен первым заместителем генерального директора, а 1982 году занял пост генерального директора производственного объединения «АВТОВАЗ».
За годы работы генеральным директором Исаковым В. И. было много сделано как для «АВТОВАЗ», так и для города Тольятти. В эти годы заводом были поставлены на конвейер первые отечественные переднеприводные автомобили ВАЗ-2108 и ВАЗ-2109, началось проектирование автомобиля нового поколения ВАЗ-2110. 
Избирался депутатом Верховного Совета РСФСР, членом Президиума Верховного Совета РСФСР, делегатом XXVII съезда КПСС.
Возглавлял «АВТОВАЗ» до декабря 1988 года, когда на волне перестройки его сменил избранный трудовым коллективом В. Каданников.

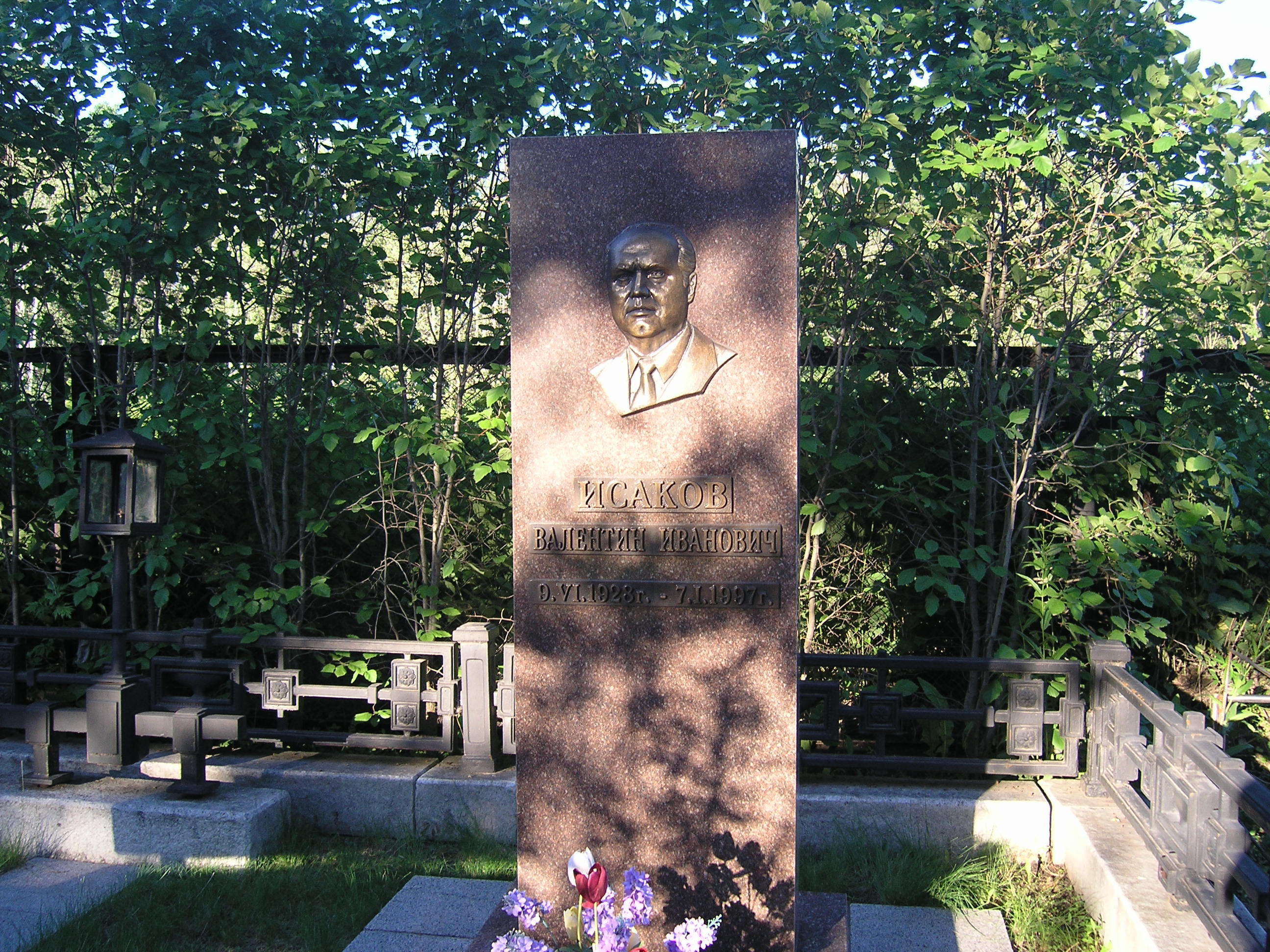
Могила Исакова

Умер Валентин Иванович Исаков 7 января 1997 года, через год после выхода на пенсию. Похоронен в Тольятти, на Баныкинском кладбище.

## Память
- В память о первом главном механике Волжского автозавода, внесшем огромный вклад в создание и развитие ремонтной службы, талантливом руководителе, ставшем генеральным директором «АВТОВАЗ», учреждена «Премия имени В. И. Исакова».
- С 2003 года она вручается лучшему ремонтнику ОАО «АВТОВАЗ».[2]
- Тольяттинской школе № 89 присвоено имя Валентина Ивановича Исакова, в 2020 году в школе ему будет установлена мемориальная доска.[3]

## Награды и звания
- Награждён двумя орденами Ленина, орденом Трудового Красного Знамени, многими медалями, среди которых медали «За доблестный труд в Великой Отечественной войне 1941—1945 гг.», «Ветеран автомобильной промышленности», «Ветеран Волжского автомобильного завода», золотые медали ВДНХ.
- Ему вручены знаки «Отличник Минавтопрома», «Отличник здравоохранения».
- В 1980 году В. И. Исаков стал лауреатом Государственной премии СССР.